# Воркутлаг

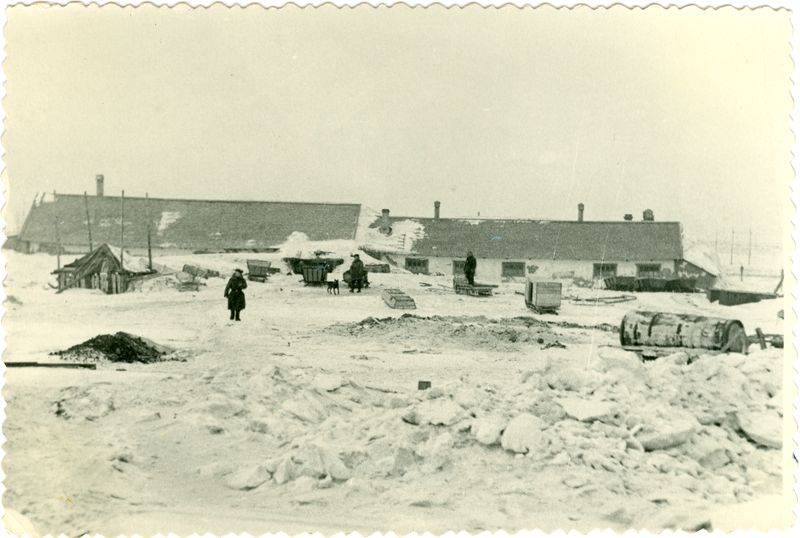
Лагерь в зимнее время года

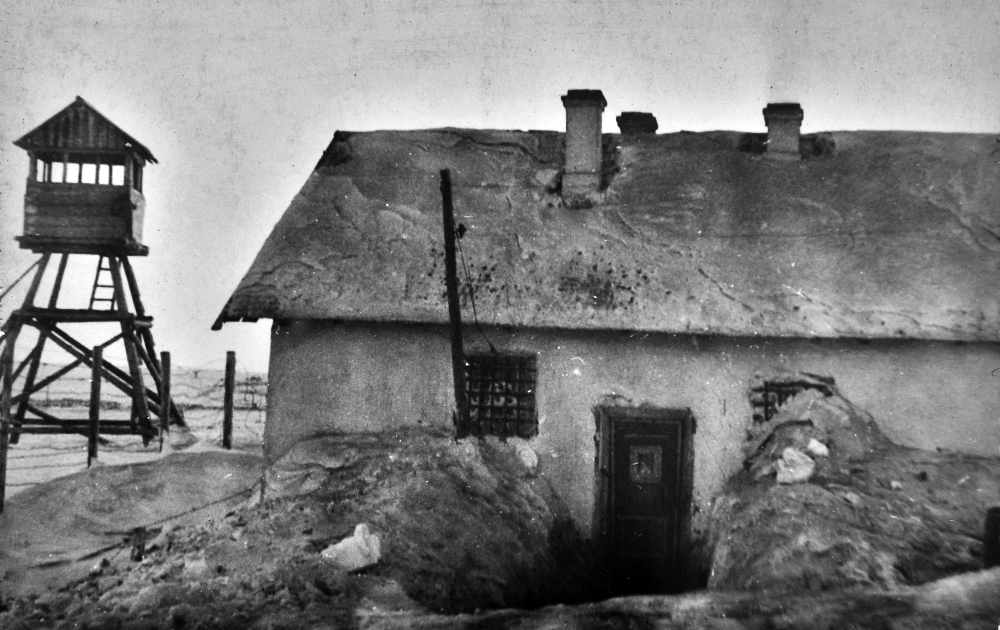
Штрафной изолятор лагеря

Воркутлаг (другие названия Воркутинский исправительно-трудовой лагерь, Воркуто-Печорский ИТЛ, Воркутпечлаг, Воркутстрой) — один из крупнейших ИТЛ в системе Главного управления исправительно-трудовых лагерей, трудовых поселений и мест заключения (ГУЛАГ). Организован в 1938 году. Не следует путать с Речлагом, возникшим в 1948 году особым лагерем для политических заключённых, находившимся также на Воркуте и окрестностях.
Управление лагеря находилось в г. Воркуте. В лагере было до 73000 заключённых, которые были заняты на добыче угля и шахтном строительстве. Существовал, по крайней мере, до 1960 г.
К работам привлекались и вольнонаёмные. Однако на начальном этапе заключённых было гораздо больше и использовались они на самых тяжёлых работах.

## История Воркутлага
1938 год, 10 мая — организован Воркутлаг (Приказ НКВД СССР от 10.05.38 № 090).
1941 год, 22 июня — началась война. Приказом НКВД и Прокуратуры СССР № 00221 ужесточён режим в лагерях.
Расконвоированные заключённые загонялись в зоны, многих политзеков сняли с ответственных должностей и с работы по специальности; отбывших срок не освобождали, а оставляли в зоне «до окончания войны», участились повторные аресты. В зонах усилилась охрана, начальники лагерей и оперуполномоченные получили право неограниченных действий. В лагерях ухудшились питание, санитарное состояние и медобслуживание.
Введён 11-часовой день на тяжёлых работах и 12-часовой на остальных.
1942 год, 24 января — Усть-Усинское восстание заключённых.
1943 год, март-апрель — в Воркутлаг из Волжского ИТЛ прибыли мобилизованные немцы в количестве 3341, в числе которых были 288 коммунистов и комсомольцев.
Поскольку трудармейцы официально не были осуждены, они сохраняли все права советских граждан, гарантированные Конституцией 1936 г., за исключением права на свободу передвижения и выбора вида деятельности.
1943 год, 22 апреля — вышел указ Президиума Верховного Совета СССР от «О мерах наказания изменникам Родины и предателям, о введении для этих лиц, как меры наказания, каторжных работ».
Согласно этому указу на Воркуте были организованы каторжные отделения с установлением особо строгого режима: полная изоляция осуждённых на каторжные работы от остального лагконтингента, содержание каторжан в отдельных зонах усиленного режима, использование каторжан на тяжёлых работах в угольных шахтах, удлинённый рабочий день.
Каторжане не имели права носить «вольную» одежду (и даже иметь её при себе в бараках), им выдавали спецодежду: телогрейку, бушлат, ватные брюки, шапку-ушанку, чуни с калошами. Такая форма подходила для работы под землей независимо от времени года. На одежде в трёх местах (на спине, на брюках выше колена и на шапке-ушанке) пришивались номера. Каторжанам давали два вида срока — 15 или 20 лет.
Зоны каторжан были отделены от зон других заключённых, но на работе, в шахтах и на строительстве дорог заключённые разного статуса соединялись; при этом «начальниками» над каторжанами были, как правило, уголовники.
1943 год, весна и лето — численность лагерного населения быстро увеличивалась за счёт «окруженцев», трудармейцев, каторжан.
В лагеря начинают прибывать осуждённые из Прибалтики, Западной Украины и Белоруссии, военнопленные — немцы, румыны, венгры и т. д.
Всего за годы репрессий в Воркуте отбывали свои сроки заключения представители 76 стран и народов.
После 1945 года в большинстве лагпунктов, расположенных на территории Коми АССР, русские заключённые составляли меньшинство.
1943 год, 26 ноября — Президиум Верховного Совета Коми АССР принял указ «О преобразовании рабочего посёлка Воркута Кожвинского района Коми АССР в город республиканского подчинения».
Вновь образованный город насчитывал около 50 тыс. жителей, из них 13 тыс. вольнонаёмных и 27 тыс. заключённых.
1944 год, декабрь — начало строительства шахты № 29. Для осуществления строительства создано лагерное отделение № 10 в составе Воркутинского ИТЛ.
1948 год, 27 августа — на базе лагерных подразделений Воркутлага создан Речной лагерь для изоляции «наиболее опасных преступников», осуждённых по 58-й статье, — политзеков и каторжан.
Другие названия: Особый лагерь № 6, Особлаг № 6, Речлаг
В разные годы существования лагеря в нём находилось от 15,0 до 37,7 тысяч заключённых.
Задачи: промышленное и гражданское строительство, обслуживание и строительство объектов комбината «Воркутауголь»: добыча угля на шахтах № 1, 8 (с открытия), 7, 12, 14 (с 16.10.48), 9-11, 40 (с 15.04.49), 6 (на 21.11.49).
Условиям содержания в этом лагере особо не изменились и остались близкие к каторжным.
1948 год, — в связи с организацией особлагов отменён указ от 22 апреля 1943 г. о введении каторги.
Каторгу уже не присуждали, но тем, кто её получил до 1948 г., приходилось отбывать срок.
1950 год, 29 апреля — Приказом МВД СССР 00273 заключённым начали выплачивать заработную плату.
Питание и вещевое довольствие переносились в денежную часть сметы доходов и расходов лагерей.
1950 год, 16 июля — введены должностные оклады и тарифы с понижающим коэффициентом.
Заработки были небольшими — около 200—300 руб. в месяц, а с учётом штрафов и вычетов и того меньше.
1951 год, 7 мая — шахта № 29 переходит в подчинение Речлага.
1953 год, 5 марта — умер Сталин.
1953 год, 26 марта — в Президиум ЦК КПСС поступает докладная записка Л. П. Берия.
В записке указано, что в исправительно-трудовых лагерях, колониях и тюрьмах содержится более 2,5 миллионов заключённых. Из них особо опасных государственных преступников (осуждённые за шпионаж, контрреволюционные преступления) — 220 тысяч человек.
Предложено освободить по амнистии заключённых, имеющих срок наказания до 5 лет. Осуждённым на срок более 5 лет сократить срок наказания вдвое.
1953 год, 27 марта — Президиум Верховного совета СССР издал указ «Об амнистии», в соответствии с которым было прекращено около 400 тыс. уголовных дел и выпущено на свободу свыше 1 млн человек (в основном осуждённых по уголовным статьям).
Летом 1953 года в соседнем Речлаге вспыхивает восстание заключённых — одно из крупнейших в СССР.
В 1953 комбинат «Воркутауголь» был передан из ведения МВД СССР в ведение Министерства угольной промышленности.
26 мая 1954 вышел приказ министра внутренних дел № 00445 (совершенно секретно) «Об объединении Особого лагеря № 6 (Речлага) и Воркутинского ИТЛ МВД в целях сокращения расходов на содержание административно-управленческого аппарата».
Аппараты управлений Особого лагеря и Воркутинского ИТЛ МВД (лагеря обычного режима) объединились в единое Управление Воркутинского ИТЛ.
26 августа 1955 года Совет министров СССР принял постановление о переводе шахт комбината «Воркутауголь» на вольнонаёмную рабочую силу. Этот перевод был закончен в 1960 году.
17 сентября 1955 года вышел Указ Президиума Верховного Совета СССР об амнистировании советских граждан, сотрудничавших с оккупантами во время войны.
13 декабря 1955 года вышел Указ Президиумом Верховного Совета СССР «О снятии ограничений в правовом положении с немцев и членов их семей, находящихся на спецпоселении». В соответствии с указом началось освобождение из лагерей немцев. Однако немцам было запрещено возвращаться в места довоенного проживания (АССР Немцев Поволжья была расформирована 28 августа 1941 года).
Различные категории депортированных литовцев, латышей, эстонцев освобождались со спецпоселения поэтапно. Большинство из них вернулись на родину по инициативе правительств уже социалистических Литвы, Латвии и Эстонии.
1956 год, 25 октября — ЦК КПСС и Совет Министров СССР приняли совместное постановление № 1443—719 с, в котором признавалось нецелесообразным дальнейшее сохранение ИТЛ «как необеспечивающих выполнение важнейшей государственной задачи — перевоспитания заключённых в труде».
Все лагеря подлежали реорганизации в исправительно-трудовые колонии и передавались в подчинение МВД союзных республик по территориальной принадлежности.
1960 год, 25 января — приказом МВД СССР № 020 был ликвидирован ГУЛАГ.

## Заключённые лагеря
| Дата          | численность | Дата          | численность | Дата          | численность |
| ------------- | ----------- | ------------- | ----------- | ------------- | ----------- |
| 1 июля 1938   | 15 009      | 1 января 1944 | 25 333      | 1 января 1953 | 38 861      |
| 1 января 1939 | 17 939      | 1 января 1945 | 39 711      | 1 января 1954 | 33 087      |
| 1 января 1940 | 16 509      | 1 января 1946 | 52 195      | 1 января 1955 | 52 453      |
| 1 января 1941 | 19 080      | 1 января 1948 | 62 525      | 1 января 1956 | 50 515      |
| 1 июля 1941   | 27 939      | 1 января 1950 | 62 676      | 1 января 1957 | 49 646      |
| 1 января 1942 | 28 588      | 1 января 1951 | 72 940      | 1 января 1959 | 20 785      |
| 1 января 1943 | 27 793      | 1 января 1952 | 41 677      | 1 января 1960 | 15 388      |

В разное время узниками Воркутлага были: писатели В. А. Савин и И. В. Изъюров, деятели украинской культуры Г. И. Майфет и В. 3. Гжицкий, режиссер Мордвинов Б. А., певец Борис Дейнека, актер Б. А. Козин, Айно Куусинен — супруга большевика Отто Куусинена, актриса Токарская В. Г. и многие другие.

### Администрация лагеря

#### Начальники лагеря
- Попов, Борис Иванович, врид. нач., старший лейтенант государственной безопасности (10.05.1938—?).
- Тарханов, Леонид Александрович, капитан государственной безопасности (16.06.1938—17.03.1943).
- Мальцев, Михаил Митрофанович, инженер-подполковник (17.03.1943—08.01.1947).
- Кухтиков, Алексей Демьянович, полковник (08.01.1947—15.04.1952).
- Дёгтев, Степан Иванович, начальник, полковник (15.04.1952—?); в 1955 упоминается в качестве начальника Речлага в чине генерала; вместе с тем, Речлаг реорганизован путем присоединения в Воркутлаг 28 мая 1954[3][4].
- Фадеев, Александр Николаевич, и. о. начальника, полковник (01.04.1953—25.06.1953).
- Прокопьев, Георгий Матвеевич, и. о. начальника, подполковник внутренней службы (29.07.1953—30.05.1954)
- Прокопьев, Георгий Матвеевич, начальник, полковник (31.05.1954[3]—30.01.1959).
- Титов, Павел Яковлевич, начальник, полковник (30.01.1959—?).

#### Зам. начальника
- Чепига Г. И., зам. начальника, майор, упоминается 11.12.1946.
- Фадеев А. Н., зам. начальника, полковник, с 17.07.1948 по 01.04.1953.

#### Начальники спецчасти
- Воскресенская З. И. — начальник спецчасти, полковник МВД, прослужила около двух лет: 1955—1956 годы.

## Памятники
Мемориальный знак в честь погибших поляков и иных узников Воркутлага. Установлен 30 августа 1997 года по инициативе Польского общества репрессированных напротив административно-бытового комплекса шахты «Воркутинская». Второй знак открыт на месте бывшего лагерного отделения № 8 на Руднике в сентябре 1997 года.

## В массовой культуре
В компьютерной игре Call of Duty: Black Ops действие одной из миссий происходит в Воркутлаге, где американский шпион Алекс Мэйсон вместе с Виктором Резновым в 1963 году возглавляют восстание заключённых.